# Liste der polnischen Meister in der Nordischen Kombination

Logo des Polnischen Skiverbands

Die Liste der polnischen Meister in der Nordischen Kombination listet alle polnischen Meister in der Nordischen Kombination auf. Polnischer Rekordmeister ist Stanisław Ustupski, der zwischen 1983 und 1994 dreizehn Meistertitel gewann.

## Ergebnisse

### Winter – Einzel
| Jahr                    | Austragungsort          | Bemerkung                 | Meister                                  | Zweiter                                  | Dritter                                  | Beleg         |
| ----------------------- | ----------------------- | ------------------------- | ---------------------------------------- | ---------------------------------------- | ---------------------------------------- | ------------- |
| 1920                    | Zakopane                |                           | Franciszek Bujak                         |                                          |                                          |               |
| 1921                    | Zakopane                |                           | Franciszek Bujak                         |                                          |                                          |               |
| 1922                    | Worochta                |                           | Andrzej Krzeptowski                      | Henryk Mückenbrunn                       | Aleksander Rozmus                        | [ 1 ]         |
| 1923                    | Slawsko                 |                           | Andrzej Krzeptowski                      | Henryk Mückenbrunn                       | Aleksander Rozmus                        | [ 2 ]         |
| 1924                    | Krynica                 |                           | Henryk Mückenbrunn                       | Andrzej Krzeptowski                      | Franciszek Bujak                         |               |
| 1925                    | Krynica                 | 15 km Laufdistanz         | Henryk Mückenbrunn                       | Aleksander Rozmus                        | Władysław Gąsienica                      | [ 3 ]         |
| 1926                    | Zakopane                | 1                         | Andrzej Krzeptowski                      | Franciszek Bujak                         | Henryk Mückenbrunn                       | [ 4 ]         |
| 1927                    | Zakopane                | 2                         | Bronisław Czech                          | Józef Lankosz                            | Andrzej Krzeptowski                      | [ 5 ]         |
| 1928                    | Zakopane                |                           | Bronisław Czech                          | Antoni Gąsienica-Szostak                 | Władysław Żytkowicz                      | [ 6 ]         |
| 1929                    | Zakopane                | 3                         | Bronisław Czech                          | Karol Gąsienica-Szostak                  | Antoni Gąsienica-Szostak                 |               |
| 1930                    | Zakopane                |                           | Karol Gąsienica-Szostak                  | Bronisław Czech                          | Antoni Gąsienica-Szostak                 | [ 7 ]         |
| 1931                    | Wisła                   | 4                         | Władysław Żytkowicz                      | Bronisław Czech                          | Michał Górski                            | [ 8 ]         |
| 1932                    | Zakopane                | 18 km Laufdistanz         | Stanisław Marusarz                       | Izydor Gąsienica-Łuszczek                | Jan Marusarz                             | [ 9 ]         |
| 1933                    | Zakopane                | 18 km Laufdistanz         | Izydor Gąsienica-Łuszczek                | Bronisław Czech                          | Andrzej Marusarz                         | [ 10 ]        |
| 1934                    | Zakopane                |                           | Bronisław Czech                          | Andrzej Marusarz                         | Izydor Gąsienica-Łuszczek                | [ 11 ]        |
| 1935                    | Zakopane                |                           | Stanisław Marusarz                       | Michał Górski                            | Izydor Gąsienica-Łuszczek                | [ 12 ]        |
| 1936                    | Zakopane                |                           | Stanisław Marusarz                       | Bronisław Czech                          | Jan Dawidek                              | [ 13 ]        |
| 1937                    | Wisła                   | 18 km Laufdistanz         | Bronisław Czech                          | Andrzej Marusarz                         | Stanisław Marusarz                       | [ 14 ]        |
| 1938                    | Zakopane                | 18 km Laufdistanz         | Mieczysław Wnuk                          | Stanisław Marusarz                       | Andrzej Marusarz                         | [ 15 ]        |
| 1939                    | Zakopane                | 5 18 km Laufdistanz       | Andrzej Marusarz                         | Stanisław Marusarz                       | Mieczysław Wnuk                          |               |
| 1940–1945               |                         |                           | nicht ausgetragen                        | nicht ausgetragen                        | nicht ausgetragen                        |               |
| 1946                    | Zakopane                |                           | Stanisław Marusarz                       | Stefan Dziedzic                          | Jan Gąsienica-Ciaptak                    |               |
| 1947                    | Zakopane                |                           | Stefan Dziedzic                          | Józef Daniel Krzeptowski                 | Leopold Tajner                           |               |
| 1948                    | Karpacz                 |                           | Józef Daniel Krzeptowski                 | Tadeusz Kwapień                          | Stefan Dziedzic                          | [ 16 ]        |
| 1949                    | Szczyrk                 |                           | Józef Daniel Krzeptowski                 | Antoni Wieczorek                         | Leopold Tajner                           |               |
| 1950                    | Zakopane                |                           | Józef Daniel Krzeptowski                 | Leopold Tajner                           | Jan Kula                                 |               |
| 1951                    | Zakopane                |                           | Józef Daniel Krzeptowski                 | Jan Kula                                 | Krzysztof Grandys                        |               |
| 1952                    | Zakopane                |                           | Jan Raszka                               | Józef Daniel Krzeptowski                 | Jan Kula                                 |               |
| 1953                    | Zakopane                |                           | Józef Daniel Krzeptowski                 | Aleksander Kowalski                      | Józef Rubiś                              |               |
| 1954                    | Wisła                   |                           | Józef Daniel Krzeptowski                 | Aleksander Kowalski                      | Jan Raszka                               |               |
| 1955                    | Zakopane                |                           | Józef Daniel Krzeptowski                 | Józef Karpiel                            | Aleksander Kowalski                      |               |
| 1956                    | Szklarska Poręba        |                           | Aleksander Kowalski                      | Franciszek Gąsienica Groń                | Stanisław Styrczula                      |               |
| 1957                    | Zakopane                |                           | Aleksander Kowalski                      | Franciszek Gąsienica Groń                | Stanisław Gąsienica Mracielnik           |               |
| 1958                    | Wisła                   |                           | Franciszek Gąsienica Groń                | Józef Karpiel                            | Stanisław Gąsienica Mracielnik           |               |
| 1959                    | Zakopane                |                           | Józef Gąsienica-Bryjak                   | Franciszek Gąsienica Groń                | Józef Karpiel                            |               |
| 1960                    | Zakopane                | 6                         | Józef Karpiel                            | Józef Gąsienica                          | Andrzej Staszel Polankowy                |               |
| 1961                    | Zakopane                |                           | Józef Karpiel                            | Andrzej Staszel Polankowy                | Jerzy Kuroczka                           |               |
| 1962                    | Zakopane                |                           | Józef Gąsienica                          | Jerzy Kuroczka                           | Korneliusz Legierski                     |               |
| 1963                    | Zakopane                |                           | Józef Łupieżowiec                        | Andrzej Staszel Polankowy                | Józef Karpiel                            |               |
| 1964                    | Wisła                   |                           | Erwin Fiedor                             | Korneliusz Legierski                     | Franciszek Gąsienica Groń                |               |
| 1965                    | Zakopane                |                           | Józef Gąsienica Daniel                   | Jerzy Kuroczka                           | Korneliusz Legierski                     |               |
| 1966                    | Zakopane                |                           | Józef Gąsienica Daniel                   | Erwin Fiedor                             | Józef Gąsienica                          |               |
| 1967                    | Zakopane                |                           | Józef Gąsienica Daniel                   | Erwin Fiedor                             | Zbigniew Hola                            |               |
| 1968                    | Wisła / Szczyrk         |                           | Józef Gąsienica Daniel                   | Józef Gąsienica                          | Zbigniew Hola                            |               |
| 1969                    | Zakopane                |                           | Józef Gąsienica Daniel                   | Józef Gąsienica                          | Jan Kawulok                              |               |
| 1970                    | Zakopane / Wisła        |                           | Zbigniew Hola                            | Józef Gąsienica                          | Kazimierz Długopolski                    | [ 17 ]        |
| 1971                    | Wisła                   |                           | Józef Gąsienica                          | Stefan Hula                              | Jan Kawulok                              | [ 18 ]        |
| 1972                    | Zakopane                |                           | Józef Zubek                              | Kazimierz Długopolski                    | Stefan Hula                              |               |
| 1973                    | Wisła                   |                           | Stefan Hula                              | Kazimierz Długopolski                    | Jan Legierski                            | [ 19 ]        |
| 1974                    | Zakopane                |                           | Stanisław Kawulok                        | Jan Legierski                            | Stefan Hula                              |               |
| 1975                    | Zakopane                |                           | Stanisław Kawulok                        | Jan Legierski                            | Stefan Hula                              | [ 20 ]        |
| 1976                    | Zakopane                |                           | Stanisław Kawulok                        | Kazimierz Długopolski                    | Jan Legierski                            |               |
| 1977                    | Wisła / Szczyrk         |                           | Kazimierz Długopolski                    | Stanisław Kawulok                        | Józef Pawlusiak                          |               |
| 1978                    | Zakopane                |                           | Stanisław Kawulok                        | Kazimierz Długopolski                    | Jan Legierski                            |               |
| 1979                    | Zakopane                |                           | Stanisław Kawulok                        | Kazimierz Długopolski                    | Jan Legierski                            |               |
| 1980                    | Szklarska Poręba        |                           | Jan Legierski                            | Józef Pawlusiak                          | Kazimierz Długopolski                    |               |
| 1981                    | Zakopane                |                           | Stanisław Kawulok                        | Kazimierz Długopolski                    | Józef Pawlusiak                          | [ 21 ]        |
| 1982                    | Zakopane                |                           | Stanisław Kawulok                        | Janusz Guńka                             | Józef Pawlusiak                          |               |
| 1983                    | Wisła                   |                           | Stanisław Kawulok                        | Karol Kołtaś                             | Kazimierz Długopolski                    |               |
| 1984                    | Zakopane                |                           | Stanisław Kawulok                        | Józef Pawlusiak                          | Andrzej Marek                            |               |
| 1985                    | Wisła                   |                           | Tadeusz Bafia                            | Janusz Guńka                             | Stanisław Kawulok                        |               |
| 1986                    | Zakopane / Szczyrk      |                           | Roman Sosna                              | Janusz Guńka                             | Stanisław Rzadkosz                       |               |
| 1987                    | Wisła / Szczyrk         |                           | Tadeusz Bafia                            | Stanisław Ustupski                       | Janusz Guńka                             |               |
| 1988                    | Zakopane                |                           | Stanisław Ustupski                       | Tadeusz Bafia                            | Janusz Guńka                             |               |
| 1989                    | Szczyrk / Wisła         |                           | Stanisław Ustupski                       | Roman Groński                            | Adam Kudzia                              |               |
| 1990                    | Zakopane                |                           | Stanisław Ustupski                       | Stefan Habas                             | Kazimierz Nędza                          |               |
| 1991                    | Szczyrk / Wisła         |                           | Stanisław Ustupski                       | Adam Kudzia                              | Roman Groński                            |               |
| 1992                    | Zakopane                |                           | Stanisław Ustupski                       | Stefan Habas                             | Roman Groński                            |               |
| 1993                    | Szczyrk                 |                           | Stanisław Ustupski                       | Stefan Habas                             | Adam Kudzia                              |               |
| 1994                    | Zakopane                | Gundersen (K 85/10 km)    | Stanisław Ustupski                       | Stefan Habas                             | Łukasz Kruczek                           |               |
| 1995                    | Szczyrk                 | Gundersen (K 85/15 km)    | Stefan Habas                             | Władysław Styrczula                      | Kazimierz Bafia                          |               |
| 1996                    | Zakopane                | Gundersen (K 85/15 km)    | Stefan Habas                             | Władysław Styrczula                      | Kazimierz Bafia                          |               |
| 1997                    | Zakopane                | Gundersen (K 85/15 km)    | Kazimierz Bafia                          | Stefan Habas                             | Krzysztof Staszel                        |               |
| 1998                    | Zakopane                | Gundersen (K 85/15 km)    | Kazimierz Bafia                          | Maciej Mroczkowski                       | Rafał Kuchta                             |               |
| Sprint (K 116/7,5 km)   | Stefan Habas            | Kazimierz Bafia           | Daniel Bachleda                          |                                          |                                          |               |
| 1999                    | Szczyrk                 | Gundersen (K 85/15 km)    | Kazimierz Bafia                          | Rafał Kuchta                             | Tadeusz Żółtek                           |               |
| Wisła 7                 | Sprint (K 116/7,5 km) 7 | Kazimierz Bafia           | Stefan Habas Tadeusz Żółtek              |                                          |                                          |               |
| 2000                    | Zakopane                | Gundersen (K 85/15 km)    | Kazimierz Bafia                          | Daniel Bachleda                          | Tomisław Tajner                          |               |
| 8 Sprint (K 116/7,5 km) | Daniel Bachleda         | Kazimierz Bafia           | Tomisław Tajner                          |                                          |                                          |               |
| 2001                    | Szczyrk                 | Gundersen (K 85/15 km)    | Kazimierz Bafia                          | Daniel Bachleda                          | Rafał Kuchta                             |               |
| 2002                    | Zakopane                | Gundersen (K 85/10 km)    | Rafał Śliż                               | Rafał Kuchta                             | Daniel Bachleda                          | [ 22 ]        |
| Sprint (K 85/7,5 km)    | Daniel Bachleda         | Rafał Śliż                | Grzegorz Zapotoczny                      | [ 23 ]                                   |                                          |               |
| 2003                    | Szczyrk                 | Sprint (K 85/7,5 km)      | Rafał Śliż                               | Janusz Zygmuntowicz                      | Daniel Bachleda                          | [ 24 ]        |
| 2004                    | Zakopane                | Massenstart (K 85/10 km)  | Janusz Zygmuntowicz                      | Andrzej Dorula                           | Józef Zygmuntowicz                       | [ 25 ]        |
| Karpacz                 | 9 Sprint (K 85/7,5 km)  | Janusz Zygmuntowicz       | Andrzej Dorula                           | Grzegorz Zapotoczny                      | [ 26 ]                                   |               |
| 2005                    | Szczyrk                 | Sprint (K 85/7,5 km)      | Janusz Zygmuntowicz                      | Józef Zygmuntowicz                       | Sławomir Hankus                          | [ 27 ]        |
| 2006                    | Zakopane                | Massenstart (K 120/10 km) | Adam Gała                                | Marcin Mąka                              | Artur Broda                              | [ 28 ]        |
| Sprint (K 85/7,5 km)    | Zakopane                | Janusz Zygmuntowicz       | Andrzej Zarycki                          | Adam Gała                                | [ 29 ]                                   |               |
| 2007                    | Szczyrk                 | 10 Sprint (K 85/7,5 km)   | Artur Broda                              | Wojciech Cieślar                         | Marcin Mąka                              | [ 30 ]        |
| 2008                    | Zakopane                | Gundersen (K 85/15 km)    | Marcin Mąka                              | Wojciech Cieślar                         | Adam Gała                                | [ 31 ]        |
| Sprint (K 120/7,5 km)   | Zakopane                | Artur Broda               | Wojciech Cieślar                         | Andrzej Zarycki                          | [ 32 ]                                   |               |
| 2009                    | Szczyrk                 | Gundersen (K 95/10 km)    | Marcin Mąka                              | Adam Cieślar                             | Artur Broda                              | [ 33 ]        |
| Sprint (K 95/7,5 km)    | Szczyrk                 | Marcin Mąka               | Andrzej Zarycki                          | Adam Cieślar                             | [ 34 ]                                   |               |
| 2010                    | Zakopane                | Gundersen (K 85/10 km)    | Andrzej Zarycki                          | Adam Cieślar                             | Mateusz Wantulok                         | [ 35 ]        |
| Gundersen (K 120/10 km) | Zakopane                | Adam Cieślar              | Tomasz Pochwała                          | Mateusz Wantulok                         | [ 36 ]                                   |               |
| 2011                    | Szczyrk                 | Gundersen (K 95/10 km)    | Tomasz Pochwała                          | Adam Cieślar                             | Paweł Słowiok                            | [ 37 ]        |
| 2012                    | Zakopane                | Gundersen (K 120/10 km)   | Paweł Słowiok                            | Tomasz Pochwała                          | Adam Cieślar                             | [ 38 ]        |
| 2013                    | Wisła                   | Gundersen (K 120/10 km)   | Tomasz Pochwała                          | Adam Cieślar                             | Andrzej Gąsienica                        | [ 39 ] [ 40 ] |
| 2014                    | Szczyrk / Wisła         |                           | Wettbewerb wegen Schneeemangels abgesagt | Wettbewerb wegen Schneeemangels abgesagt | Wettbewerb wegen Schneeemangels abgesagt | [ 41 ]        |
| 2015                    | Szczyrk                 | Gundersen (K 95/10 km)    | Adam Cieślar                             | Mateusz Wantulok                         | Szczepan Kupczak                         | [ 42 ] [ 43 ] |
| 2016                    | Szczyrk                 |                           | Wettbewerb wegen Schneeemangels abgesagt | Wettbewerb wegen Schneeemangels abgesagt | Wettbewerb wegen Schneeemangels abgesagt | [ 44 ]        |
| 2017                    | Szczyrk                 |                           | Wettbewerb wegen Schneeemangels abgesagt | Wettbewerb wegen Schneeemangels abgesagt | Wettbewerb wegen Schneeemangels abgesagt | [ 45 ]        |
| 2018                    | Zakopane                | Gundersen (K 125/10 km)   | Paweł Twardosz                           | Piotr Kudzia                             | Andrzej Szczechowicz                     | [ 46 ] [ 47 ] |
| 2019                    | Szczyrk                 | Gundersen (K 95/10 km)    | Wojciech Marusarz                        | Andrzej Szczechowicz                     | Mateusz Jarosz                           | [ 48 ] [ 49 ] |
| 2020                    | Szczyrk                 | Gundersen (K 95/10 km)    | Szczepan Kupczak                         | Adam Cieślar                             | Wojciech Marusarz                        | [ 50 ] [ 51 ] |
| 2021                    | Szczyrk/Kubalonka       | Gundersen (K 95/10 km)    | Szczepan Kupczak                         | Andrzej Szczechowicz                     | Mateusz Jarosz                           | [ 52 ]        |
| 2022                    | Szczyrk/Wisła           | Gundersen (K 95/10 km)    | Szczepan Kupczak                         | Andrzej Szczechowicz                     | Maciej Gąsienica Ciaptak                 | [ 53 ]        |
| 2023                    | Szczyrk                 |                           | Wettbewerb abgesagt                      | Wettbewerb abgesagt                      | Wettbewerb abgesagt                      |               |
| 2024                    |                         |                           | nicht ausgetragen                        | nicht ausgetragen                        | nicht ausgetragen                        |               |
| 2025                    | Zakopane                | Gundersen (K 125/10 km)   | Andrzej Waliczek                         | Paweł Szyndlar                           | Kacper Jarząbek                          | [ 54 ]        |

### Winter – Team
| Jahr      | Austragungsort     | Bemerkung                   | Meister                                                                     | Zweiter                                                                       | Dritter                                                                       | Beleg  |
| --------- | ------------------ | --------------------------- | --------------------------------------------------------------------------- | ----------------------------------------------------------------------------- | ----------------------------------------------------------------------------- | ------ |
| 1982      | Zakopane           | Staffel (K 70/3×7,5 km)     | Wisła-Gwardia ZakopaneTadeusz Bafia Andrzej Marek Janusz Guńka              | WKS ZakopaneWładysław Gut Stanisław Rzadkosz Andrzej Zapotoczny               | Olimpia GoleszówJan Legierski Tadeusz Duława Stanisław Skurzok                |        |
| 1983      | Zakopane           | Staffel                     | Olimpia GoleszówJan Ligocki Jan Legierski Stanisław Kawulok                 | Wisła-Gwardia Zakopane IKarol Kołtaś Kazimierz Frączysty Janusz Guńka         | Wisła-Gwardia Zakopane IIAndrzej Chrustek Stanisław Ustupski Andrzej Marek    |        |
| 1984      | Zakopane           | Staffel                     | Wisła-Gwardia Zakopane IKarol Kołtaś Kazimierz Frączysty Andrzej Marek      | Olimpia GoleszówHenryk Tajner Walerian Zawada Tadeusz Duława                  | Wisła-Gwardia Zakopane IIAndrzej Zajdel Józef Jarząbek Stanisław Ustupski     |        |
| 1985      | Wisła              | Staffel                     | Wisła-Gwardia Zakopane IKarol Kołtaś Janusz Guńka Tadeusz Bafia             | Wisła-Gwardia Zakopane IIKazimierz Frączysty Stanisław Ustupski Ryszard Guńka | Olimpia GoleszówWalerian Zawada Jan Ligocki Stanisław Kawulok                 |        |
| 1986      | Zakopane / Szczyrk | Staffel                     | Wisła-Gwardia Zakopane IKazimierz Frączysty Karol Kołtaś Stanisław Rzadkosz | Wisła-Gwardia Zakopane IIStanisław Ustupski Edward Tylka Roman Groński        | LKS Klimczok BystraRoman Sosna Sławomir Górny Sławomir Bednarczyk             |        |
| 1987      | Wisła / Szczyrk    | Staffel                     | Wisła-Gwardia Zakopane IStanisław Ustupski Janusz Guńka Tadeusz Bafia       | Wisła-Gwardia Zakopane IIRoman Groński Józef Jarząbek Kazimierz Frączysty     | LKS Klimczok BystraRoman Sosna Adam Kudzia Sławomir Bednarczyk                |        |
| 1988      | Zakopane           | Staffel                     | Wisła-Gwardia Zakopane IJanusz Guńka Tadeusz Bafia Stanisław Ustupski       | Wisła-Gwardia Zakopane IIJózef Jarząbek Roman Groński Edward Tylka            | Wisła-Gwardia Zakopane IIIKrzysztof Ustupski Wojciech Wójciak Kazimierz Nędza |        |
| 1989      | Szczyrk / Wisła    | Staffel                     | Wisła-Gwardia Zakopane IWojciech Wójciak Kazimierz Nędza Stanisław Ustupski | Wisła-Gwardia Zakopane IIFranciszek Pawlak Józef Jarząbek Roman Groński       | Start Krokiew ZakopaneStanisław Długopolski Andrzej Ogórek Janusz Nowak       |        |
| 1990      | Zakopane           | Staffel                     | Wisła-Gwardia ZakopaneJózef Jarząbek Kazimierz Nędza Roman Groński          | Start Krokiew ZakopaneStanisław Długopolski Andrzej Ogórek Janusz Nowak       | LKS Poroniec PoroninAndrzej Buńda Stanisław Buńda Stefan Habas                |        |
| 1991      | Szczyrk / Wisła    | Teamsprint                  | TS Wisła ZakopaneStanisław Ustupski Roman Groński                           | WKS ZakopaneJanusz Nowak Adam Kudzia                                          | BBTS Bielsko-BiałaJarosław Kargul Robert Loranc                               |        |
| 1992      | Zakopane           | Teamsprint                  | TS Wisła ZakopaneStanisław Ustupski Roman Groński                           | LKS Klimczok BystraAdam Kudzia Krzysztof Hernas                               | WKS ZakopaneStefan Habas Jarosław Kargul                                      |        |
| 1993      | Szczyrk            | Staffel                     | TS Wisła ZakopaneKazimierz Bafia Józef Joniak Stanisław Ustupski            | LKS Klimczok BystraŁukasz Kruczek Krzysztof Hernas Adam Kudzia                | WKS ZakopaneJacek Zuber Maciej Rapacz Stefan Habas                            |        |
| 1993      | Szczyrk            | Teamsprint                  | LKS Klimczok BystraŁukasz Kruczek Adam Kudzia                               | BBTS Bielsko-Biała IGrzegorz Jurasz Jarosław Kargul                           | BBTS Bielsko-Biała IIJacek Pawlak Mirosław Grzybowski                         |        |
| 1994      |                    |                             | nicht ausgetragen                                                           | nicht ausgetragen                                                             | nicht ausgetragen                                                             |        |
| 1995      | Szczyrk            | Teamsprint (K 85/2×5 km)    | TS Wisła ZakopaneWładysław Styrczula Kazimierz Bafia                        | WKS ZakopaneStefan Habas Maciej Rapacz                                        | KS WisłaMariusz Wantulok Aleksander Bojda                                     |        |
| 1996      | Zakopane           | Teamsprint (K 85/2×5 km)    | TS Wisła ZakopaneWładysław Styrczula Kazimierz Bafia                        | WKS Zakopane IPaweł Czopek Stefan Habas                                       | WKS Zakopane IIAndrzej Galica Rafał Kuchta                                    |        |
| 1997      |                    |                             | nicht ausgetragen                                                           | nicht ausgetragen                                                             | nicht ausgetragen                                                             |        |
| 1998      | Zakopane           | Staffel (K 85/3×5 km)       | TS Wisła Zakopane IWładysław Styrczula Maciej Mroczkowski Kazimierz Bafia   | WKS ZakopaneDaniel Bachleda Stefan Habas Rafał Kuchta                         | TS Wisła Zakopane IIMaciej Maciusiak Tadeusz Żółtek Krzysztof Mroczkowski     |        |
| 1999–2003 |                    |                             | nicht ausgetragen                                                           | nicht ausgetragen                                                             | nicht ausgetragen                                                             |        |
| 2004      | Karpacz            | 1 Staffel (K 85/3×5 km)     | LKS Poroniec PoroninWojciech Janik Stanisław Świder Grzegorz Zapotoczny     | KS Wisła UstroniankaAdam Gała Wojciech Cieślar Mariusz Gomola                 | TS Wisła ZakopaneMarcin Mąka Józef Zygmuntowicz Janusz Zygmuntowicz           | [ 55 ] |
| 2005–2011 |                    |                             | nicht ausgetragen                                                           | nicht ausgetragen                                                             | nicht ausgetragen                                                             |        |
| 2012      | Zakopane           | Teamsprint (K 120/5×1,5 km) | TS Wisła ZakopaneAndrzej Gąsienica Tomasz Pochwała                          | KS AZS-AWF Katowice IPaweł Słowiok Adam Cieślar                               | KS AZS-AWF Katowice IISzczepan Kupczak Mateusz Wantulok                       | [ 56 ] |
| 2013–2019 |                    |                             | nicht ausgetragen                                                           | nicht ausgetragen                                                             | nicht ausgetragen                                                             |        |

### Sommer
| Jahr | Austragungsort      | Bemerkung                   | Meister              | Zweiter              | Dritter                  | Beleg         |
| ---- | ------------------- | --------------------------- | -------------------- | -------------------- | ------------------------ | ------------- |
| 1996 | Zakopane            | 1 Sprint (K 85/7,5 km)      | Stefan Habas         | Kazimierz Bafia      | Krzysztof Mroczkowski    |               |
| 1997 | Zakopane            | Sprint (K 85/7,5 km)        | Kazimierz Bafia      | Stefan Habas         | Władysław Styrczula      |               |
| 1998 | Zakopane            | 1 Sprint (K 85/7,5 km)      | Maciej Mroczkowski   | Władysław Styrczula  | Daniel Bachleda          |               |
| 1999 | Zakopane            |                             | Tomisław Tajner      | Kazimierz Bafia      | Rafał Kuchta             |               |
| 2000 | Zakopane            | Gundersen (K 85/15 km)      | Kazimierz Bafia      | Daniel Bachleda      | Rafał Kuchta             |               |
| 2001 | Zakopane            | Gundersen (K 85/15 km)      | Daniel Bachleda      | Rafał Kuchta         | Janusz Zygmuntowicz      |               |
| 2002 | Zakopane            | Gundersen (K 85/10 km)      | Rafał Kuchta         | Rafał Śliż           | Janusz Zygmuntowicz      | [ 57 ]        |
| 2003 | Zakopane            | 2 Gundersen (K 85/10 km)    | Janusz Zygmuntowicz  | Józef Zygmuntowicz   | Andrzej Dorula           | [ 58 ]        |
| 2004 | Zakopane            | Massenstart (K 120/6,65 km) | Józef Zygmuntowicz   | Janusz Zygmuntowicz  | Grzegorz Zapotoczny      | [ 59 ]        |
| 2005 | Zakopane            | Gundersen (K 85/15 km)      | Janusz Zygmuntowicz  | Józef Zygmuntowicz   | Wojciech Cieślar         | [ 60 ]        |
| 2006 | Zakopane            | Gundersen (K 85/15 km)      | Wojciech Cieślar     | Andrzej Zarycki      | Adam Gała                | [ 61 ]        |
| 2007 | Zakopane            | Sprint (K 85/7,5 km)        | Marcin Mąka          | Wojciech Cieślar     | Andrzej Zarycki          | [ 62 ]        |
| 2008 | Wisła               | Sprint (K 120/6 km)         | Adam Cieślar         | Marcin Mąka          | Artur Broda              | [ 63 ]        |
| 2009 | Zakopane            | Gundersen (K 85/10 km)      | Tomasz Pochwała      | Marcin Mąka          | Adam Cieślar             | [ 64 ]        |
| 2010 | Szczyrk             | Sprint (K 95/6 km)          | Paweł Słowiok        | Andrzej Gąsienica    | Tomasz Pochwała          | [ 65 ]        |
| 2011 | Zakopane            | Sprint (K 120/6,5 km)       | Paweł Słowiok        | Adam Cieślar         | Tomasz Pochwała          | [ 66 ]        |
| 2012 | Wisła               | Gundersen (K 120/10 km)     | Tomasz Pochwała      | Paweł Słowiok        | Mateusz Wantulok         | [ 67 ]        |
| 2013 | Szczyrk             | 3 Gundersen (K 95/10 km)    | Mateusz Wantulok     | Wojciech Marusarz    | Jan Łowisz               | [ 68 ]        |
| 2013 | Zakopane            | Gundersen (K 120/10 km)     | Paweł Słowiok        | Szczepan Kupczak     | Mateusz Wantulok         | [ 69 ]        |
| 2014 | Szczyrk             | Gundersen (K 95/10 km)      | Adam Cieślar         | Paweł Słowiok        | Mateusz Wantulok         | [ 70 ]        |
| 2014 | Wisła               | Gundersen (K 120/10 km)     | Paweł Słowiok        | Mateusz Wantulok     | Szczepan Kupczak         | [ 71 ]        |
| 2015 | Szczyrk             | Gundersen (K 95/10 km)      | Adam Cieślar         | Paweł Słowiok        | Szczepan Kupczak         | [ 72 ]        |
| 2015 | Wisła               | Gundersen (K 120/10 km)     | Adam Cieślar         | Kacper Kupczak       | Szczepan Kupczak         | [ 73 ]        |
| 2016 | Szczyrk             | Gundersen (K 95/10 km)      | Adam Cieślar         | Paweł Słowiok        | Paweł Twardosz           | [ 74 ] [ 75 ] |
| 2016 | Wisła               | Gundersen (K 120/10 km)     | Paweł Słowiok        | Adam Cieślar         | Wojciech Marusarz        | [ 76 ] [ 77 ] |
| 2017 | Szczyrk             | Gundersen (K 95/10 km)      | Paweł Słowiok        | Adam Cieślar         | Szczepan Kupczak         | [ 78 ]        |
| 2018 | Zakopane            | Gundersen (K 125/10 km)     | Szczepan Kupczak     | Adam Cieślar         | Wojciech Marusarz        | [ 79 ] [ 80 ] |
| 2019 | Szczyrk / Jasienica | Gundersen (K 95/10 km)      | Adam Cieślar         | Szczepan Kupczak     | Paweł Twardosz           |               |
| 2020 | Szczyrk / Jasienica | Gundersen (K 95/10 km)      | Szczepan Kupczak     | Piotr Kudzia         | Kacper Konior            |               |
| 2021 | Zakopane            | Gundersen (K 95/10 km)      | Szczepan Kupczak     | Andrzej Szczechowicz | Maciej Gąsienica Ciaptak | [ 81 ]        |
| 2022 | Zakopane            | Gundersen (K 95/10 km)      | Andrzej Szczechowicz | Szczepan Kupczak     | Paweł Szyndlar           | [ 82 ]        |
| 2023 | Zakopane            | Gundersen (K 95/10 km)      | Kacper Jarząbek      | Miłosz Krzempek      | Paweł Szyndlar           | [ 83 ]        |

## Medaillenstatistik
| Platz | Name                     | Titel           | Titel           | Titel | Gesamt |
| Platz | Name                     | Einzel (Winter) | Einzel (Sommer) | Team  | Gesamt |
| ----- | ------------------------ | --------------- | --------------- | ----- | ------ |
| 01    | Stanisław Ustupski       | 7               | 0               | 6     | 13     |
| 02    | Kazimierz Bafia          | 6               | 2               | 4     | 12     |
| 03    | Stanisław Kawulok        | 9               | 0               | 1     | 10     |
| 04    | Adam Cieślar             | 2               | 6               | 0     | 08     |
| 05    | Józef Daniel Krzeptowski | 7               | 0               | 0     | 07     |
|       | Paweł Słowiok            | 1               | 6               | 0     | 07     |
| 07    | Janusz Zygmuntowicz      | 4               | 2               | 0     | 06     |
|       | Tadeusz Bafia            | 2               | 0               | 4     | 06     |
| 09    | Bronisław Czech          | 5               | 0               | 0     | 05     |
|       | Józef Gąsienica Daniel   | 5               | 0               | 0     | 05     |
|       | Szczepan Kupczak         | 2               | 3               | 0     | 05     |
|       | Tomasz Pochwała          | 2               | 2               | 1     | 05     |

Stand: 9. Oktober 2021